# Jevgenija Rodinová
Jevgenija Sergejevna Rodinová (rusky: Евгения Сергеевна Родина; * 4. února 1989, Moskva, Sovětský svaz) je ruská profesionální tenistka. Ve své dosavadní kariéře na okruhu WTA Tour nevyhrála žádný turnaj. V rámci okruhu ITF získala ke květnu 2019 třináct titulů ve dvouhře a šest ve čtyřhře.
Na žebříčku WTA byla nejvýše ve dvouhře klasifikována v květnu 2019 na  67. místě a ve čtyřhře pak v říjnu 2011 na 99. místě. Trénuje jí její manžel Děnis Štejngart se kterým má dceru narozenou v roce 2012.
Na juniorce Australian Open 2007 vyhrála spolu s Arinou Rodionovovou čtyřhru.

## Finále na okruhu WTA Tour
| Legenda                           |  |
| --------------------------------- |  |
|                                   |  |
| Grand Slam (0)                    |  |
| WTA Tour Championships (0)        |  |
| Premier Mandatory & Premier 5 (0) |  |
| Premier (0)                       |  |
| International (0–1)               |  |

### Čtyřhra: 1 (0–1)
| Stav       | Č. | Datum             | Turnaj            | Povrch | Spoluhráčka    | Soupeřky ve finále                 | Výsledek         |
| ---------- | -- | ----------------- | ----------------- | ------ | -------------- | ---------------------------------- | ---------------- |
| Finalistka | 1. | 17. července 2016 | Gstaad, Švýcarsko | antuka | Annika Becková | Xenia Knollová Lara Arruabarrenová | 1–6, 6–3, [8–10] |

## Finále série WTA 125

### Dvouhra: 2 (1–1)
| Stav       | č. | datum              | turnaj               | povrch    | soupeřka ve finále       | výsledek |
| ---------- | -- | ------------------ | -------------------- | --------- | ------------------------ | -------- |
| Vítězka    | 1. | 20. listopadu 2016 | Tchaj-pej, Tchaj-wan | koberec   | Čang Kchaj-čen           | 6–4, 6–3 |
| Finalistka | 1. | 11. listopadu 2018 | Limoges, Francie     | tvrdý (h) | Jekatěrina Alexandrovová | 2–6, 2–6 |

### Čtyřhra: 1 (1–0)
| Stav    | Č. | Datum          | Turnaj                               | Povrch | Spoluhráčka       | Soupeřky ve finále                     | Výsledek    |
| ------- | -- | -------------- | ------------------------------------ | ------ | ----------------- | -------------------------------------- | ----------- |
| Vítězka | 1. | 3. března 2019 | Indian Wells, Spojené státy americké | tvrdý  | Kristýna Plíšková | Taylor Townsendová Yanina Wickmayerová | 7–6(7), 6–4 |

## Tituly na turnajích okruhu ITF
| Legenda okruhu ITF   |
| $100 000 tournaments |
| $75 000 tournaments  |
| $50 000 tournaments  |
| $25 000 tournaments  |
| $10 000 tournaments  |

### Dvouhra (13 titulů)
| Č.  | Datum              | Místo                      | Finalistka                 | Výsledek      |
| --- | ------------------ | -------------------------- | -------------------------- | ------------- |
| 1.  | 27. srpen 2006     | Moskva, Rusko              | Jekatěrina Makarovová      | 7–6(4) 6–3    |
| 2.  | 5. listopadu 2006  | Minsk, Bělorusko           | Anastasija Pavljučenkovová | 6–4 6–3       |
| 3.  | 28. října 2007     | Podolsk, Rusko             | Anna Lapuščenkovová        | 6–1 6–3       |
| 4.  | 11. listopadu 2007 | Minsk, Bělorusko           | Sorana Cîrsteaová          | 6–1 6–1       |
| 5.  | 5. dubna 2009      | Chanty-Mansijsk, Rusko     | Anna Lapuščenkovová        | 6–3 6–2       |
| 6.  | 22. listopadu 2009 | Bratislava, Slovensko      | Renata Voráčová            | 6–4 6–2       |
| 7.  | 8. srpna 2010      | Astana, Kazachstán         | Jekatěrina Dzegalevičová   | 4–6 6–1 6–4   |
| 8.  | 6. července 2014   | Middelburg, Nizozemsko     | Angelique van der Meet     | 7–5, 7–5      |
| 9.  | 7. září 2014       | Moskva, Rusko              | Xenia Knollová             | 7–6(2), 6–1   |
| 10. | 21. září 2014      | Dobrič, Bulharsko          | Andreea Mituová            | 3–6, 7–5, 6–3 |
| 11. | 9. listopadu 2014  | Šarm aš-Šajch, Egypt       | Laura Siegemundová         | 6–2, 6–2      |
| 12. | 16. listopadu 2014 | Šarm aš-Šajch, Egypt       | Laura Siegemundová         | 5–7, 6–3, 6–2 |
| 13, | 13. června 2016    | Ilkley, Spojené království | Rebecca Šramková           | 6–4, 6–4      |

### Čtyřhra (6 titulů)
| Č. | Datum          | Místo                 | Spoluhráčka                | Finalistky                                   | Výsledek         |
| 1. | 7. května 2005 | Dubrovník, Chorvatsko | Natalia Bogdanovová        | Tina Obrezová Meta Sevseková                 | 4–6 6–4 6–4      |
| 2. | 29. října 2006 | Podolsk, Rusko        | Anastasija Pavljučenkovová | Vasilisa Davidovová Jekatěrina Dzegalevičová | 6–1 6–2          |
| 3. | 1. dubna 2007  | Moskva, Rusko         | Alisa Klejbanovová         | Jekatěrina Dzegalevičová Arina Rodionovová   | 7–6(2) 6–0       |
| 4. | 15. dubna 2007 | Biarritz, Francie     | Jevgenija Savranská        | Jekatěrina Ivanovová Irina Kurjanovičová     | 2–6 6–1 6–3      |
| 5. | 28. dubna 2007 | Torrent, Španělsko    | Jekatěrina Ivanovová       | Marta Marrerová Carla Suárezová-Navarrová    | 7–6(7) 3–6 6–2   |
| 6. | 12. srpna 2013 | Kazaň, Rusko          | Veronika Kuděrmetovová     | Martina Borecká Alexandra Artamonovová       | 5–7, 6–0, [10–8] |